# Camponotus pylartes
Camponotus pylartes är en myrart som beskrevs av Wheeler 1904. Camponotus pylartes ingår i släktet hästmyror, och familjen myror.

## Underarter
Arten delas in i följande underarter:
- C. p. fraxinicola
- C. p. pylartes

## Bildgalleri

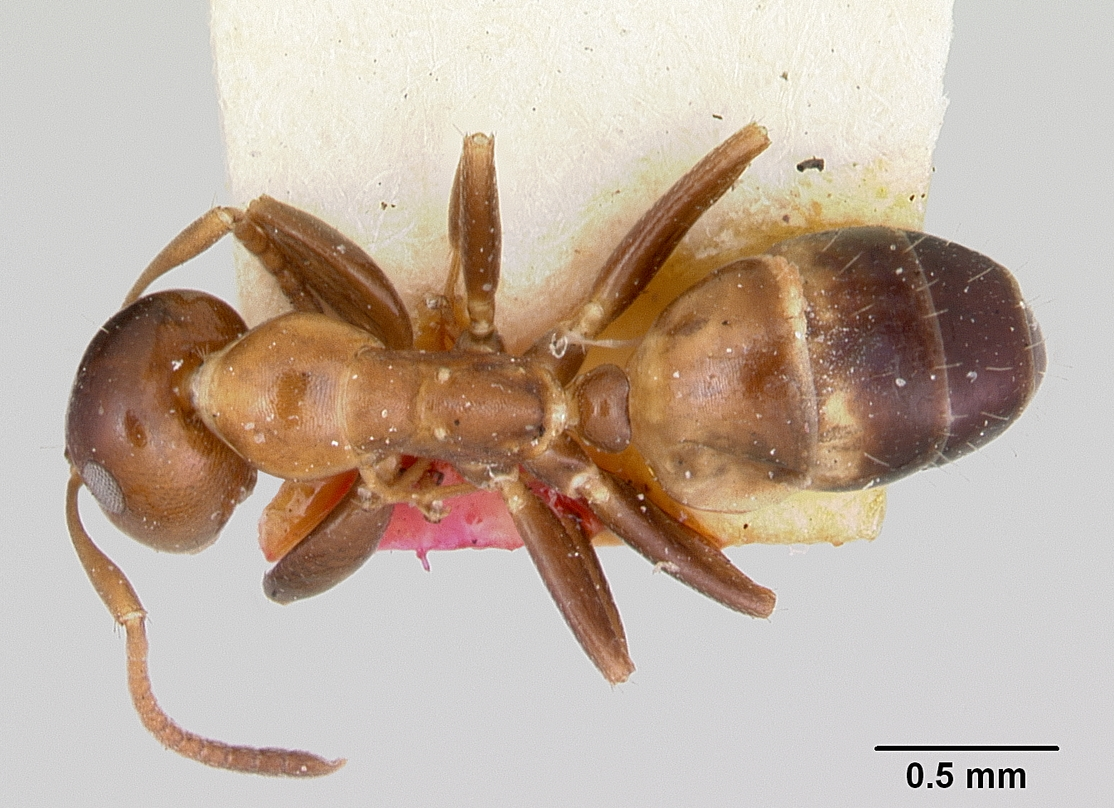
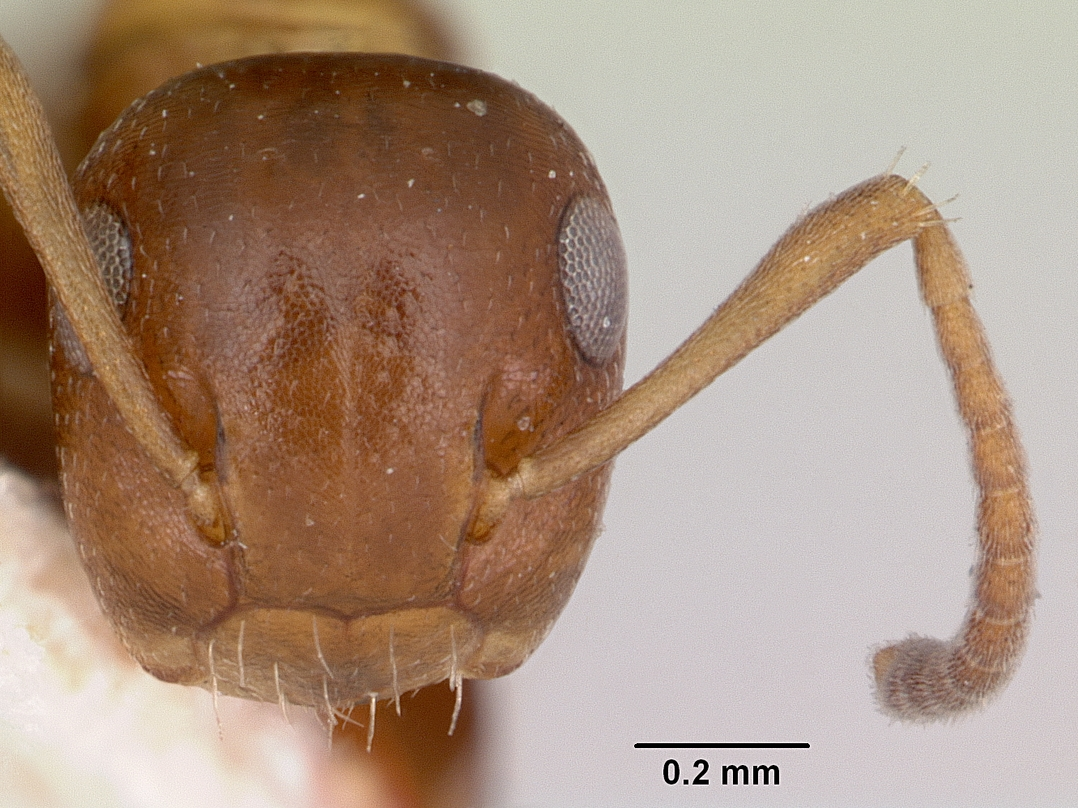
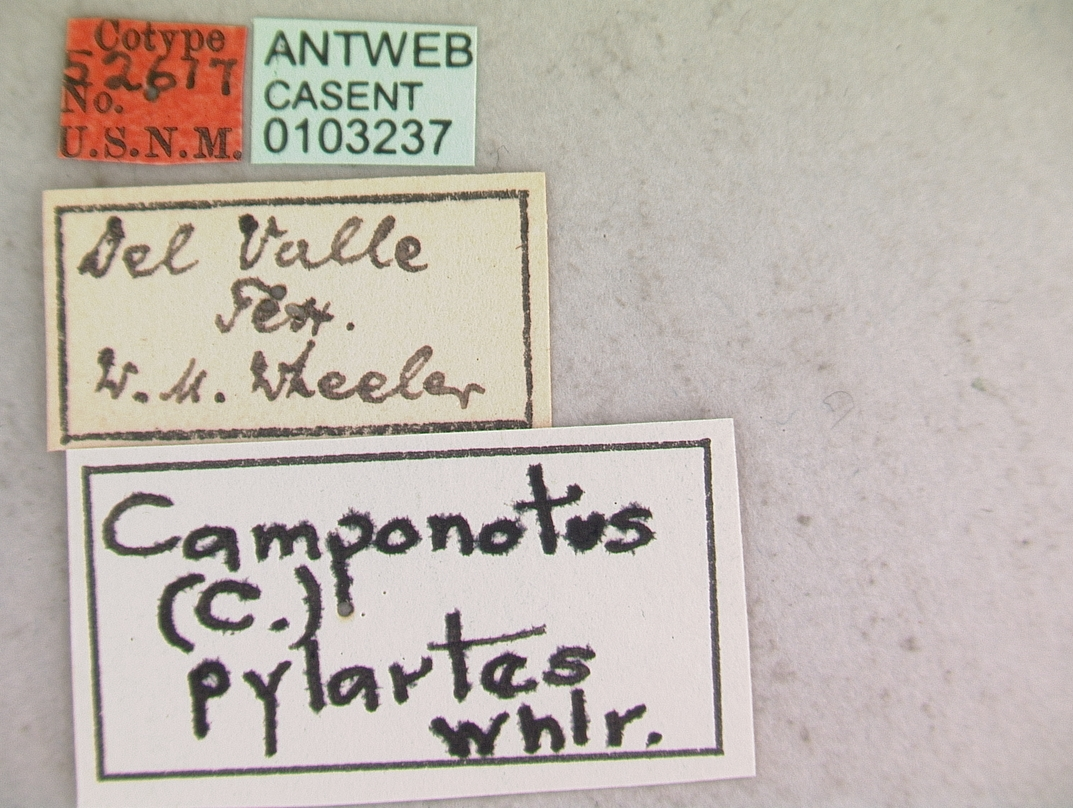
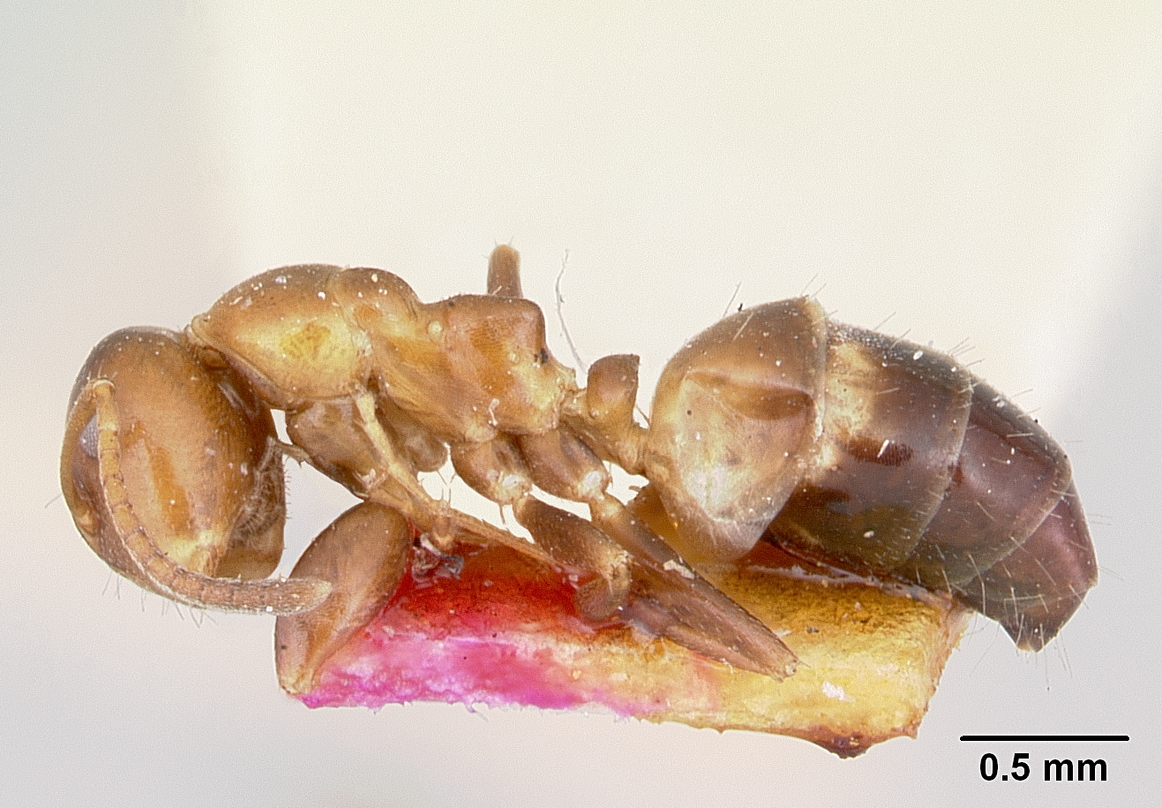
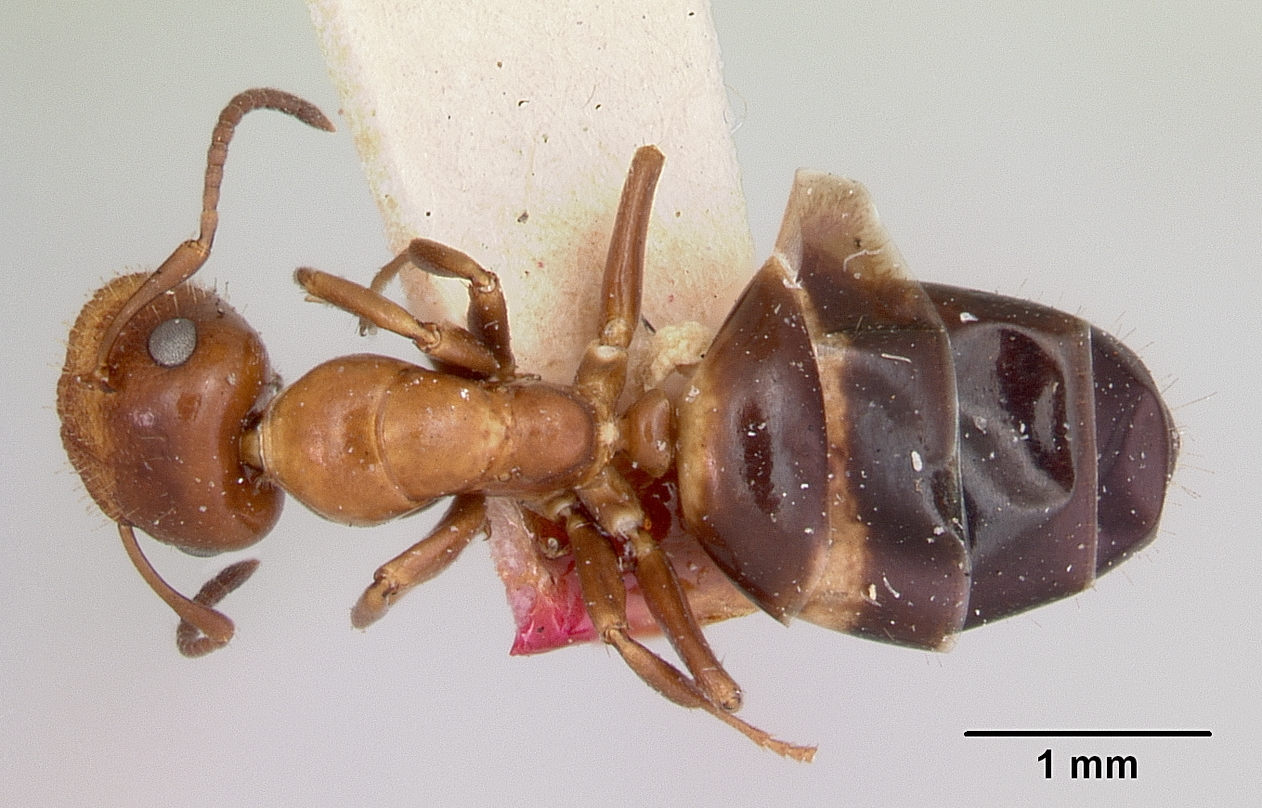
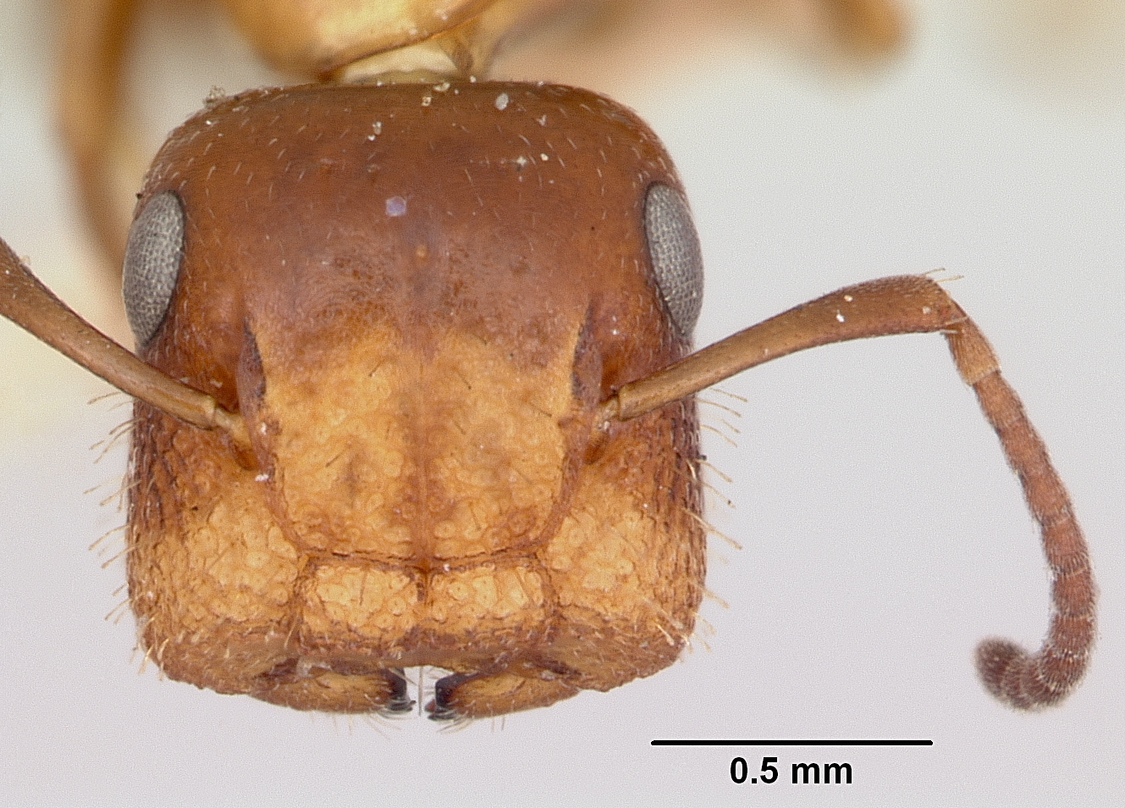